# Brzostowo (województwo dolnośląskie)
Brzostowo – wieś w Polsce położona w województwie dolnośląskim, w powiecie milickim, w gminie Krośnice.
| SIMC    | Nazwa      | Rodzaj     |
| ------- | ---------- | ---------- |
| 0876293 | Brzostówko | przysiółek |

W latach 1975–1998 miejscowość administracyjnie należała do województwa wrocławskiego.
Przez wieś przebiega droga wojewódzka nr 448.